# نهر ساراسواتي

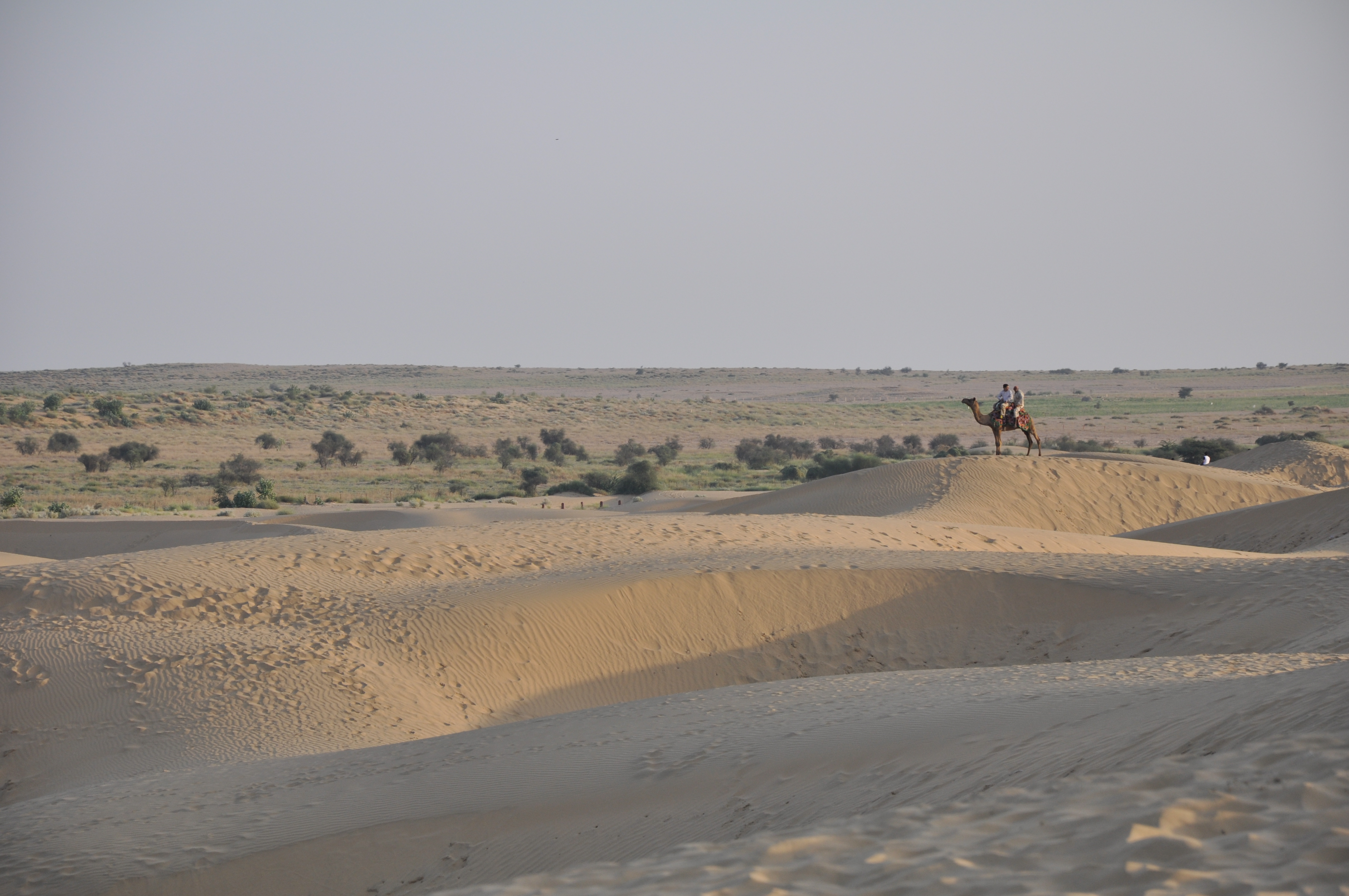

يُعد نهر ساراسواتي المفقود المركز الرئيسي للاستيطان في حضارة وادي السند. يتدفق لأكثر من 1000كم إلى الشرق وبموازة نهر الإندوس. ويُعتقد أن النهر كان يمر عبر مناطق البنجاب وهاريانا وراجستان والسند حتى مصبه في مستنقعات ران التي هي الآن جزء من منطقة كجرات ، أو ربما تغيرَ مجراه في الدلتا الداخلية من صحراء ثار الكبرى المجاورة لمنطقة السند. ينبع نهر ساراسواتي من تلال سيفاليك
ويقتصر اليوم على أحد الأنهار الصغيرة إذ هو الجزء الوحيد الحي من نظام النهر الميت، فقد انحسرت مياهه لأنه لم يتغذى من ذوبان الثلوج في جبال الحملايا مما يجعل تدفقه يعتمد على مياه الأمطار الموسمية. وقد كشفت المسوحات الأرضية وصور الأقمار الصناعية وطرق الاستشعار عن بعد التي أجريت في صحراء الكبرى ثار ومنطقة الأندو – جانج امتدادات مجرى نهر الساراسواتي الجاف والتي غالباً ما يصل عرضها إلى 10كم، إذ تبين أن هذه المجاري حملت أنهاراً كبيرة. وأما اليوم فإن عدداً من الأنهار الموسمية الصغيرة تنبع من تلال سيفاليك وتمر لمسافة قصيرة في بعض هذه المجاري الجافة. كما كشفت المسوحات عن تركيز هائل لمستوطنات مرحلة ما قبل التأريخ والمرحلة الناضجة من حضارة وادي السند على طول مجاري هذه الأنهار مما يدل على أن جفاف المنطقة مر بتاريخ معقد